# 2016-os törökországi katonai puccskísérlet
A 2016-os törökországi katonai puccskísérlet a török hadsereghez tartozó katonai csoport hatalomátvételi kísérlete, mely 2016. július 15-én kezdődött. Binali Yıldırım miniszterelnök nyilatkozatában kijelentette, hogy nincs szó puccsról. A július 16-i hajnali órákban a Reuters jelentése szerint a puccs „összeomlott”.
Az esemény kitűnő ürügyet teremtett Recep Tayyip Erdoğan elnöknek ahhoz, hogy leszámoljon az országon belüli vélt és valós ellenségeivel: Törökországban rendkívüli állapotot hirdettek ki, melynek keretében tisztogatások kezdődtek a hadseregben, az állami intézményekben, leváltottak több ezer ügyészt és bírót, akiknek egy jelentős részét le is tartóztatták, valamint 21 000 tanár engedélyét vonták vissza.

## Háttér
A modern Törökország történelme során többször is volt már katonai puccs, 1960-ban, 1971-ben, 1980-ban és 1997-ben. A török hadsereg Atatürk óta a szekuláris állam védelmezőjének tekinti magát, azonban az Ergenekon-ügy kapcsán felmerült, hogy az Erdoğan-kormányok ideje alatt a hadsereg hatalma meggyengült, mivel több magas rangú katonatisztet is vád alá helyeztek.

## Események
2016. július 15-én helyi idő szerint éjjel 11 óra előtt katonai repülőgépek hangját hallották Ankara fölött, majd katonai járművek lezárták a Győzedelmes Mehmed szultán hidat, valamint a Boszporusz hidat az Anatóliából a város európai részére vezető oldalon. Erdoğan 3 óra körül Isztambulba utazott repülőgépével, és saját kezébe vette az irányítást. A puccskísérlet másnapján hajnali 4 és 5 óra között az elnökhöz hű erők visszafoglalták a repülőtereket, hidakat, televízióstúdiókat, és a puccsisták kezén lévő egyéb infrastruktúrákat. Hír volt arról is, hogy egy puccsista katonai helikoptert lelőttek, emellett több mint 40 halálos áldozata is volt a kísérletnek. Ekkor már biztos volt, hogy a puccs elbukott, 120 embert tartóztattak le a lázadók közül.
Binali Yıldırım nyilatkozata szerint nincs szó puccsról, és a rendet helyre fogják állítani, Recep Tayyip Erdoğan elnök pedig kijelentette, hogy a hadsereg berkein belüli kisebbség felkeléséről van szó, melyet le fognak győzni. Az Anadolu Hírügynökség értesülései szerint a puccsot megkísérlő katonák túszul ejtették Hulusi Akar tábornokot, a török hadsereg vezérkari főnökét.
A puccsisták elfoglalták az állami televíziócsatornát, a TRT-t, ahol egy nyilatkozat közlése után az adás megszűnt. A nyilatkozat szerint új alkotmányt készítenek elő, mert a demokrácia és a szekuláris törvénykezés súlyosan sérült. Kijárási tilalmat hirdettek ki. A Facebook, Twitter és YouTube oldalak elérése nehézkessé vált.
Az Atatürk nemzetközi repülőtér nem indított és fogadott járatokat.

## Következmények
Az országban rendkívüli állapotot hirdettek ki, melynek keretében tisztogatások kezdődtek a hadseregben, az állami intézményekben, leváltottak több ezer ügyészt és bírót, akiknek egy jelentős részét le is tartóztatták, valamint 21 000 tanár engedélyét vonták vissza. Az egyetemi oktatóktól megvonták a külföldre utazás lehetőségét.
Az Európai Unió tagállamainak bírósági szervezeteit összefogó Igazságszolgáltatási Tanácsok Európai Hálózata (European Network of Councils for the Judiciary, ENCJ) nevű szervezet tiltakozásul felfüggesztette Törökország tevékenységét a szervezetben – a magyar Országos Bírói Tanács (OBT) azonban minden érdemi indoklás nélkül elutasította a döntés meghozatalában való részvételt.